# Аротроны
Аротро́ны (лат. Arothron) — род лучепёрых рыб из семейства иглобрюхих.
Виды этого рода иногда содержатся в аквариумах. Самый крупный вид A. stellatus может достигать 1,2 м в длину.

## Классификация
В настоящее время к роду относят 15 видов:
- Arothron caeruleopunctatus Matsuura, 1994
- Arothron carduus (Cantor, 1849)
- Arothron diadematus (Rüppell, 1829)
- Arothron firmamentum (Temminck & Schlegel, 1850)
- Arothron gillbanksii (Clarke, 1897)
- Arothron hispidus (Linnaeus, 1758) — Колючий аротрон
- Arothron immaculatus (Bloch & J. G. Schneider, 1801)
- Arothron inconditus J. L. B. Smith, 1958
- Arothron manilensis (Marion de Procé, 1822)
- Arothron mappa (Lesson, 1831)
- Arothron meleagris (Anonymous [Lacépède], 1798) — Белоточечный аротрон
- Arothron multilineatus Matsuura, 2016[3]
- Arothron nigropunctatus (Bloch & J. G. Schneider, 1801)
- Arothron reticularis (Bloch & J. G. Schneider, 1801)
- Arothron stellatus (Bloch & Schneider, 1801)